# Våmhuskölen
Våmhuskölen är ett naturreservat i Mora kommun i Dalarnas län. Området är naturskyddat sedan 1987 och är 2 888 hektar stort.
Våmhuskölen är ett utpräglat högland som utgör vattendelare mellan Dalälven och Ljusnan. Det består av ett svagt kuperat bergslandskap med låga skogklädda berg och mellanliggande myrdominerade flacka marker. Utmärkande för området, som ligger mellan 600 och drygt 700 m ö.h., är dess karghet som dels beror på den näringsfattiga berggrunden av granit och porfyr och dels på det bistra klimatet.
Skogen består till större delen av mager tallskog, men även granskogar och barrblandskogar är vanliga. Andelen myrmark är mycket hög och de stora myrarna är helt opåverkade av dikning. 
Naturgeografiskt påminner Våmhuskölen om norra Norrlands barrskogsområden och bergkullslätter. Både djur- och växtliv har en nordlig prägel. Mård, tjäder och dalripa är vanliga medan björn, sångsvan och tallbit är ovanligare. Kärlväxtfloran är mycket artfattig men innehåller bland annat dvärgnäckros. Varglav är ganska vanlig på de höglänta myrarna som sommartid täcks av gula mattor av starr och säv.
I området har det bedrivits fäboddrift och skogsbruk. Under 1800-talet betades området av boskap från byarna Heden och Bäck. Betet bidrog troligen till att de glesa skogarna fortfarnde finns kvar, och myrarna hölls öppna av myrslåttern. Skogarna har delvis dimensionsavverkats runt sekelskiftet 1900. 

## Miljöbilder

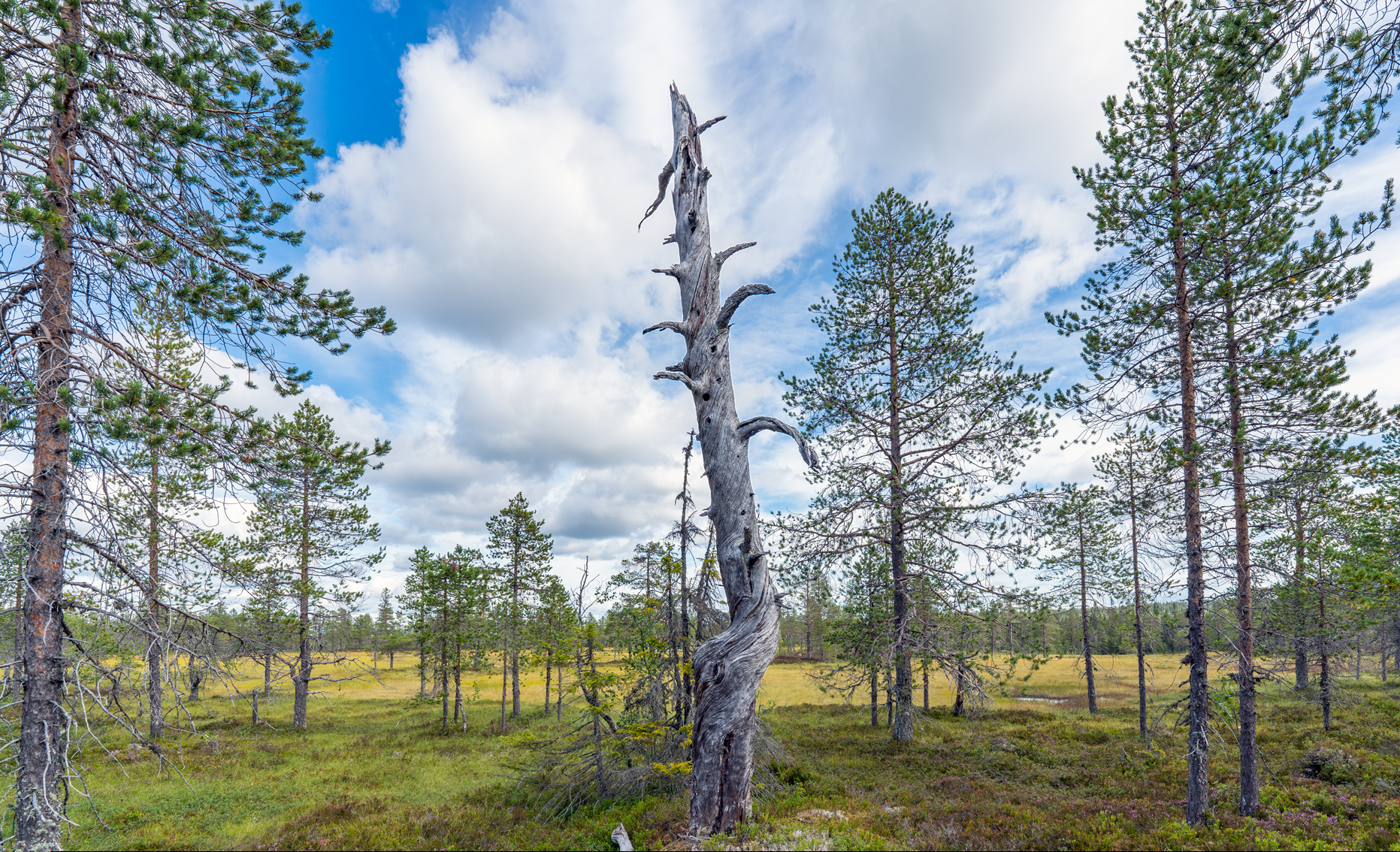
Torrfura vid kanten av en myr.
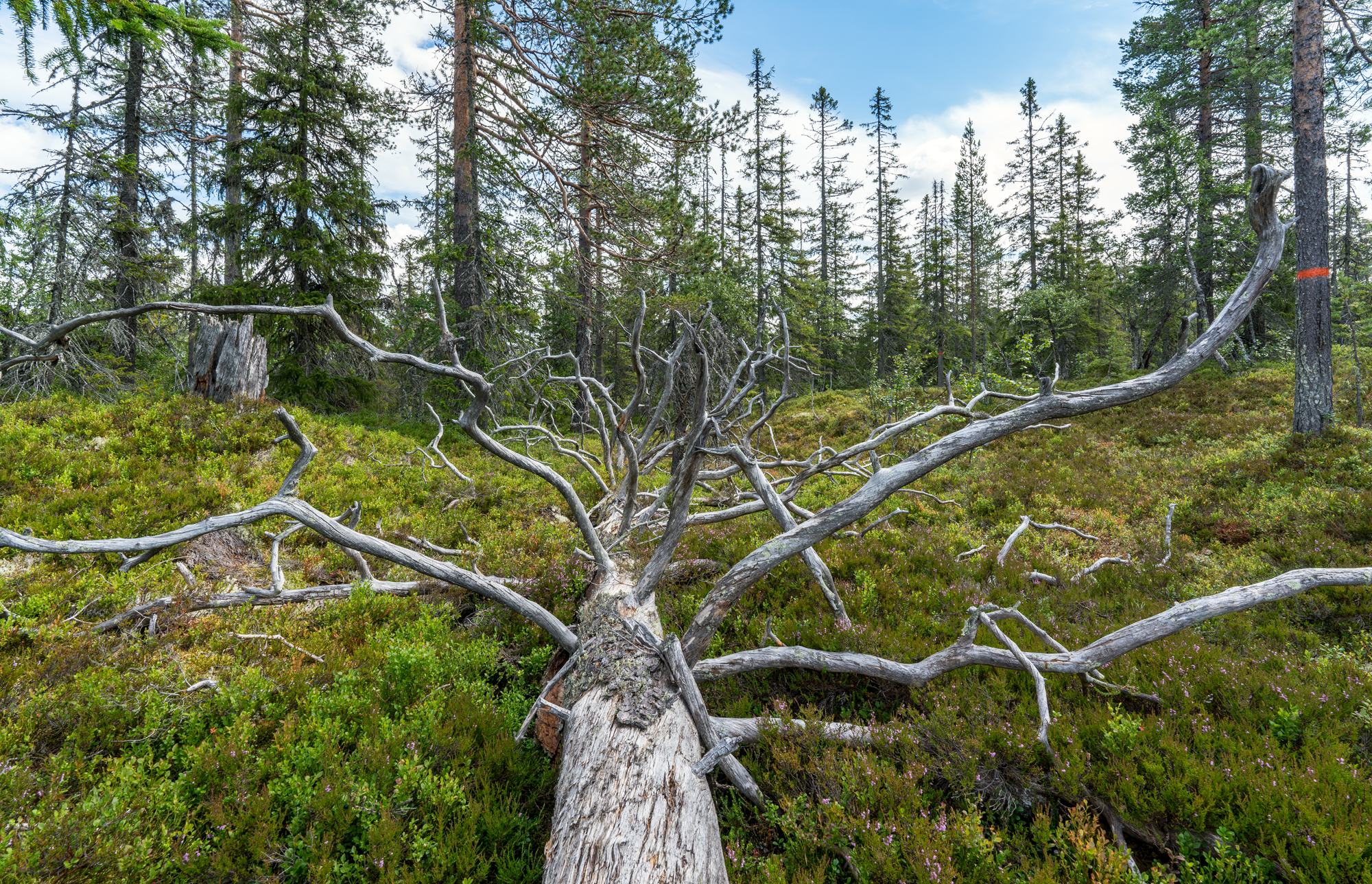
Låga av tall.
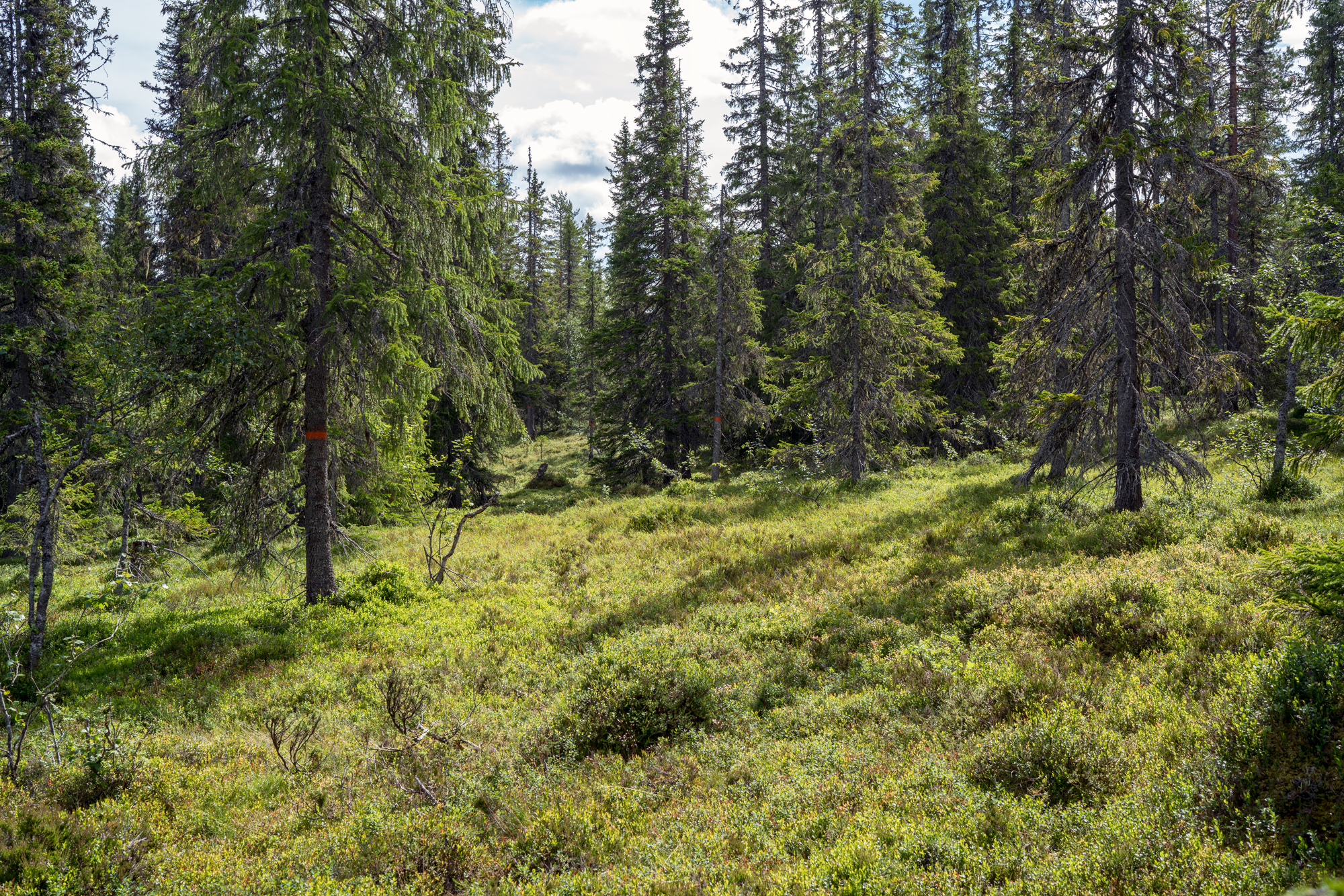
Granskog av blåbärsristyp.
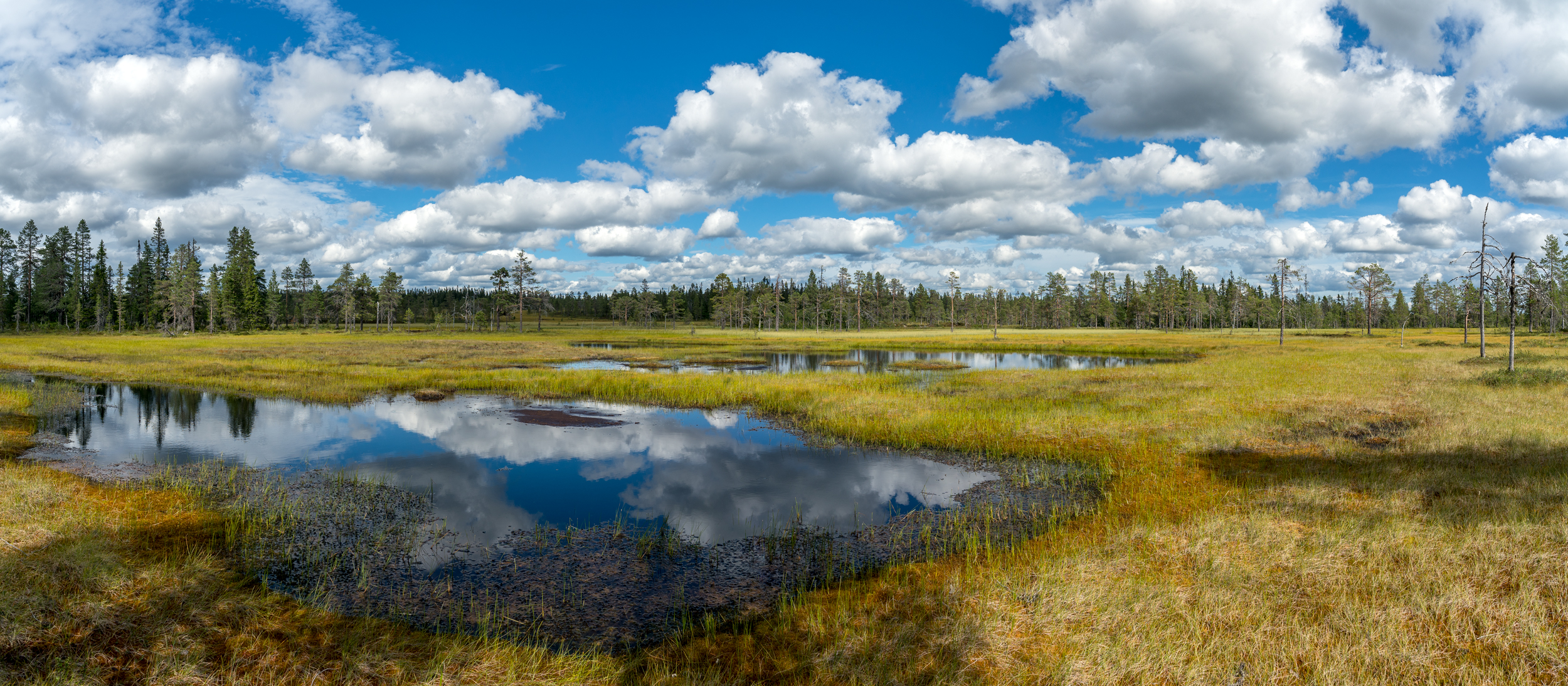
Myr med igenväxande tjärnar.
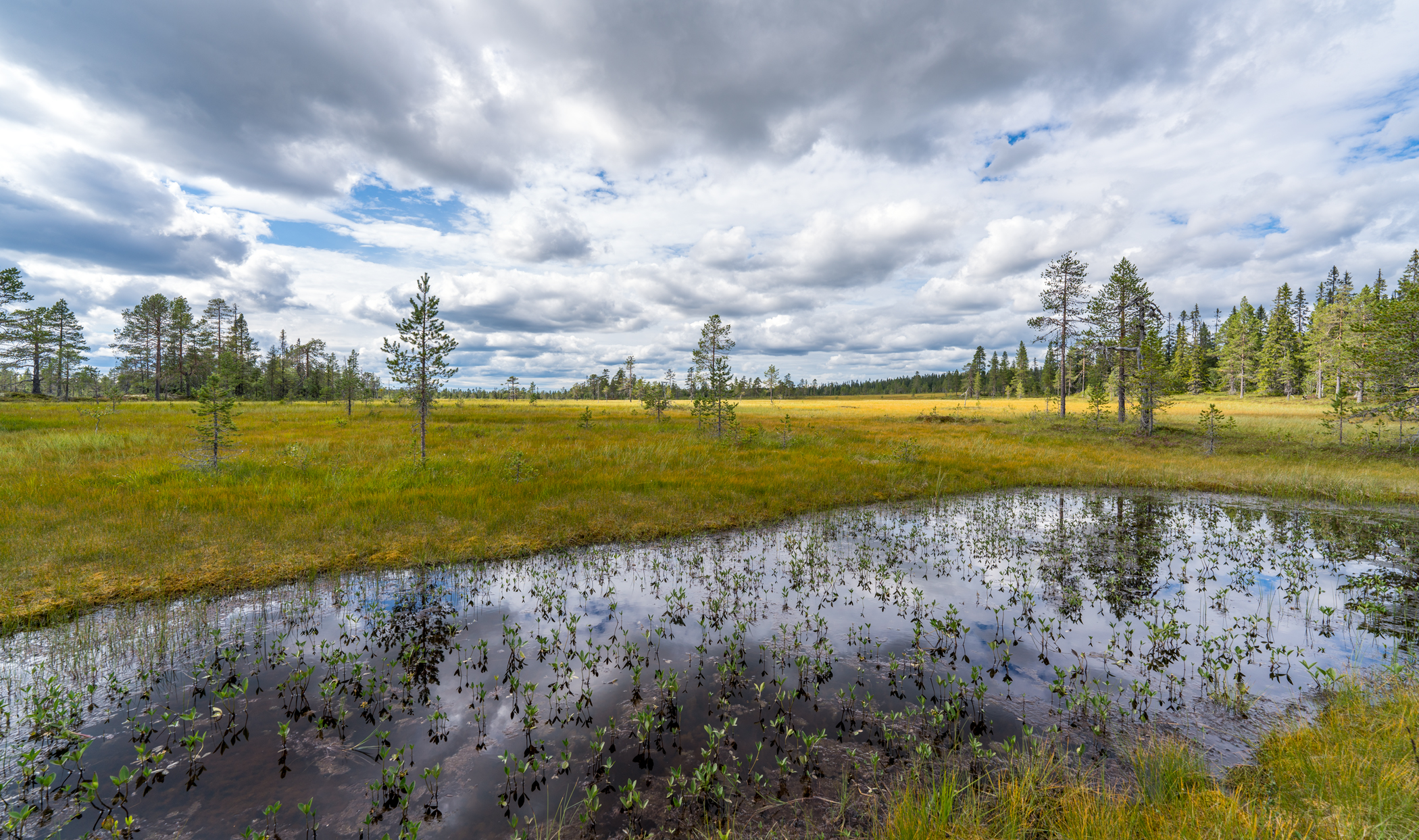
Myr och kärr.
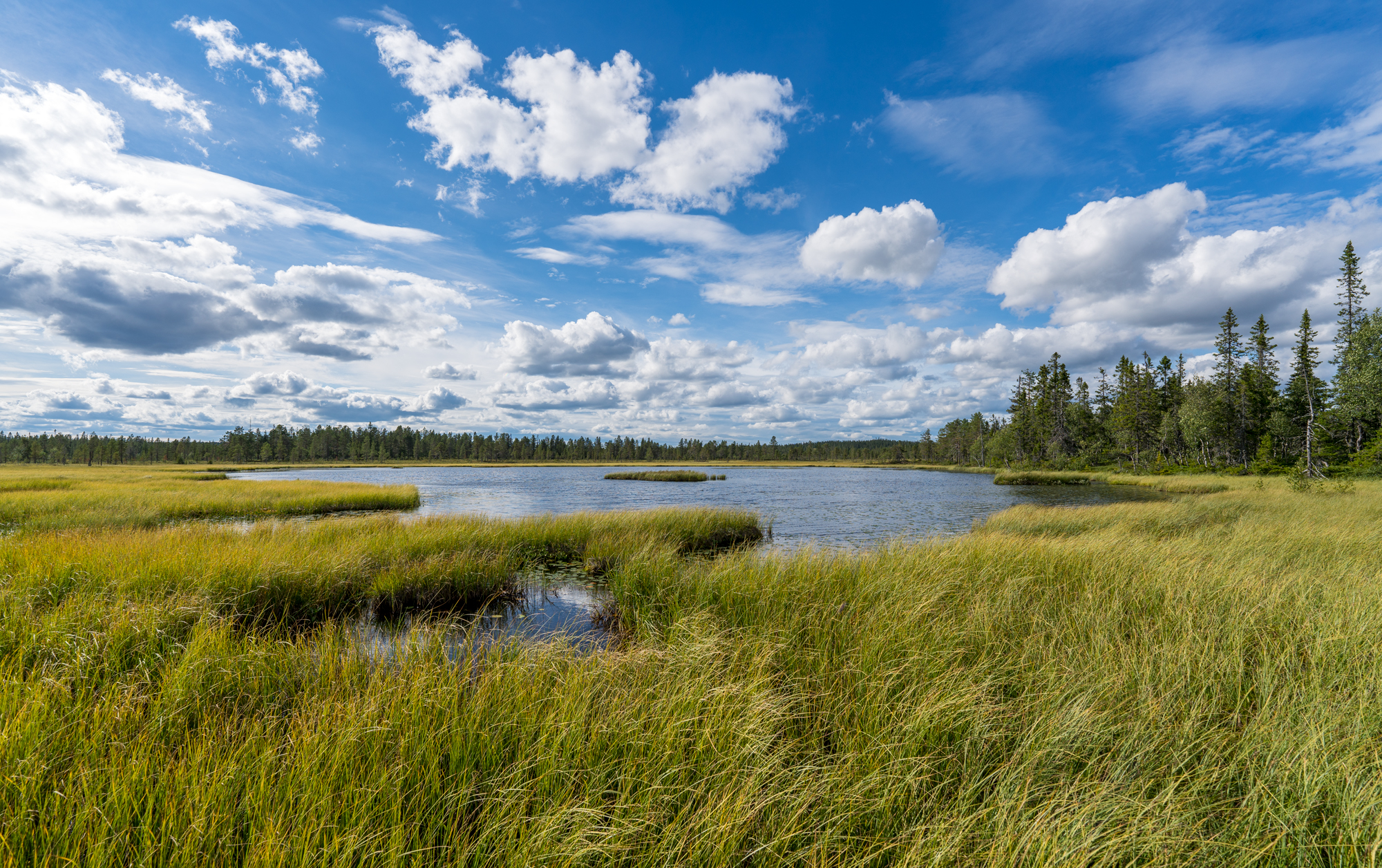
Östra delen av Oradtjärnen.
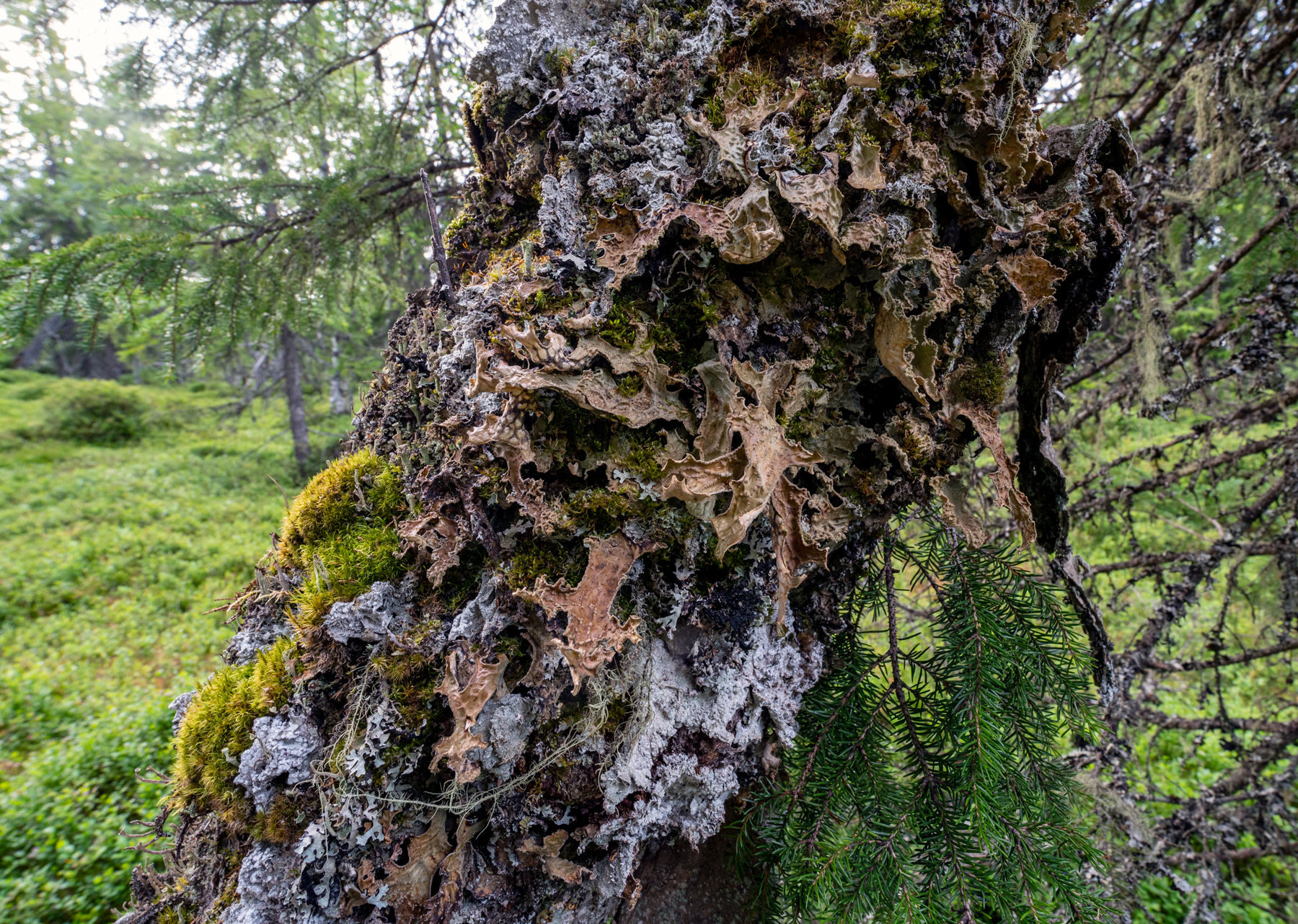
Lunglav på lönn.